# Hôtel de préfecture de La Réunion

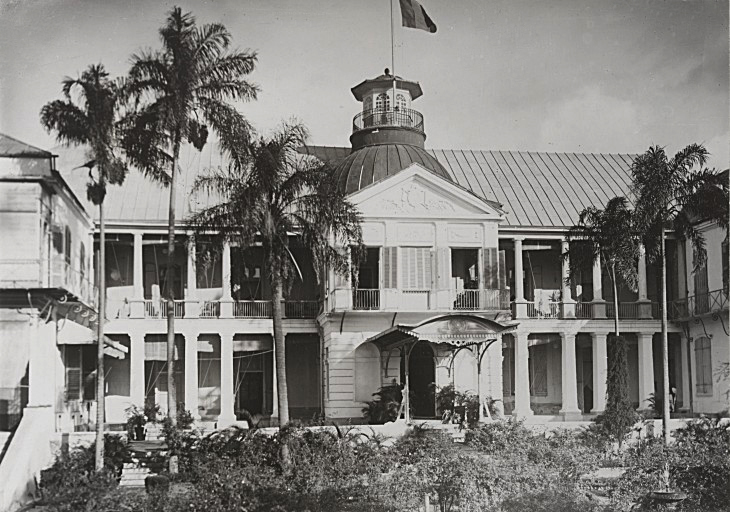
Les bâtiments de l'hôtel de préfecture de La Réunion à la fin du XIXe siècle, quand il servait de Palais au gouverneur.

L'hôtel de préfecture de La Réunion est un bâtiment public de l'île de La Réunion. Situé au Barachois, à Saint-Denis, il sert de siège à la préfecture de La Réunion et donc de domicile au préfet de La Réunion. Les façades et toitures sont classées aux Monuments historiques depuis le 12 août 1970, le reste de l'hôtel est inscrit depuis le 9 février 2006,, ce qui en fait le plus ancien édifice classé de La Réunion avec la chapelle Pointue de Saint-Paul, classée le même jour.